# Serbia e Montenegro ai XX Giochi olimpici invernali
La rappresentativa olimpica di Serbia e Montenegro ha partecipato ai XX Giochi olimpici invernali di Torino, svoltisi a dall'11 al 26 febbraio 2006, con una delegazione formata da 7 atleti, 4 uomini e 3 donne.

## Biathlon
| Gara                        | Atleta                | Risultati | Risultati | Risultati   |
| Gara                        | Atleta                | Tempo     | Penalità  | Piazzamento |
| --------------------------- | --------------------- | --------- | --------- | ----------- |
| Sprint individuale maschile | Aleksandar Milenkovic | 33'17"7   | 6         | 86          |
| Individuale maschile        | Aleksandar Milenkovic | 1:10'36"3 | 9         | 85          |

## Pattinaggio di figura
| Gara                 | Atleta           | Obbligatorio | Obbligatorio | Breve/Originale | Breve/Originale | Libero          | Libero | Totale | Totale |
| Gara                 | Atleta           | Punti        | Pos.         | Punti           | Pos.            | Punti           | Pos.   | Punti  | Pos.   |
| -------------------- | ---------------- | ------------ | ------------ | --------------- | --------------- | --------------- | ------ | ------ | ------ |
| Individuale maschile | Trifun Zivanovic |              |              | 53,40           | 26              | non qualificato |        |        | 26     |

## Sci alpino
| Gara   | Atleta          | 1° manche | 2° manche    | Tempo totale | Posizione |
| ------ | --------------- | --------- | ------------ | ------------ | --------- |
| Slalom | Zelimir Vukovic | 1'00"51   | squalificato |              |           |

| Gara      | Atleta         | 1° manche  | 2° manche | Tempo totale | Posizione |
| --------- | -------------- | ---------- | --------- | ------------ | --------- |
| Slalom    | Jelena Lolović | 46"44      | 56"36     | 1'42"80      | 43        |
| Slalom    | Marija Trmcic  | 49"47      | 53"99     | 1'43"46      | 46        |
| Gigante   | Jelena Lolović | 1'05"00    | 1'13"84   | 2'18"84      | 30        |
| Super-g   | Jelena Lolović | 1'37"45    | 1'37"45   | 1'37"45      | 43        |
| Combinata | Jelena Lolović | non finito |           |              |           |

## Sci di fondo
| 50 km tecnica libera | Aleksandar Milenkovic | non finito |  |  |  |  |

| 15 km inseguimento | Branka Kuzeljevic | non finito |  |  |  |  |